# Halle de L'Isle-Jourdain
La halle de L’Isle-Jourdain est un édifice de la commune de L’Isle-Jourdain (Gers) destiné initialement au marché aux grains, situé sur la place de l’Hôtel de ville, à côté de l’hôtel de ville. Construite de 1817 à 1819, elle abrite depuis 1994 le Musée européen d'art campanaire.

## Histoire
L’Isle-Jourdain, située entre Auch et Toulouse au cœur d’une région de production agricole, ressentait dès la fin du XVIIIe siècle le besoin de faciliter les échanges commerciaux. La création d’une halle était envisagée depuis longtemps, s’inscrivant dans un processus de remaniement urbain, notamment avec la création d’une nouvelle place. Jusqu’alors les marchés se tenaient sur la place d’Armes (actuelle place Gambetta), sous des hangars (couvertures sommaires ou couverts des maisons ?).
Un premier projet de halle est mentionné en 1786. Cependant il faut encore attendre l’après-Révolution pour que le projet se réalise. En l’an XII le préfet du Gers donne l’autorisation de construire une « halle couverte ». L’achat du couvent des Tertiaires, vendu comme bien national, fournit le vaste espace nécessaire pour la nouvelle halle et les maisons qui l’entourent. Un projet de 1812 n’aboutit pas encore, et c’est en 1817 que commencent les travaux de la halle.
On a fait appel à un architecte prestigieux en son temps, oublié aujourd’hui : François Sernin Meilhon, « architecte du Roi et des bâtiments de la ville de Toulouse », élève de Percier et Fontaine. Meilhon, né en 1782 à Cornebarrieu (Haute-Garonne), mort en 1819 à Toulouse, a travaillé à partir de 1802 à Paris, puis il est revenu à Toulouse pour raisons de santé. Le bâtiment est construit relativement vite puisqu’il est terminé en 1919, comme l’atteste une inscription. En 1820 les marchés commencent à s’y tenir.
La halle occupe tout l’espace de la place qui lui était dévolue, soit environ 36 mètres sur 30. Les 23 maisons qui entourent la halle sur trois côtés sont construites en harmonie : Le rez-de-chaussée, percé d’une porte en plein cintre et d’une large baie ouverte par une anse de panier, forme soubassement sous deux étages carrés percés chacun de deux fenêtres. Les jambes verticales et les bandeaux rythment habilement de longues façades urbaines où apparaît à la fois chaque maison et l’ordonnance générale. Au fil du temps et des travaux cette belle uniformité s’est quelque peu dégradée.
La municipalité demande à François Sernin Meilhon d’étudier une réfection de l’hôtel de ville, mais l’architecte meurt en 1919, à 36 ans. Quelques années plus tard on va établir la vaste place qui dégage à la fois l’un des côtés de la halle et l’hôtel de ville.
La halle remplit son rôle, tout en nécessitant diverses interventions (1836, 1850…), notamment sur la charpente dont les longues portées nécessaires pour couvrir le vaste espace central posent des problèmes récurrents.
En 1994, la halle abrite le nouveau musée européen d’art campanaire, inauguré par François Mitterrand.

## Architecture
La halle est construite en briques, avec de rares éléments en pierre, et couverte d’un toit en tuiles canal à quatre pentes. Chaque façade est percée de six ou cinq arcades en plein cintre, et les espaces intermédiaires garnis de pilastres en bossages en table, qui évoquent le XVIIIe siècle. Des ornements en terre cuite sont caractéristiques de l’architecture toulousaine. À l’intérieur, des piliers octogonaux forment une galerie périphérique et ont pour principal objet de réduire la portée des charpentes qu’ils soutiennent, mais qui atteignent tout de même 19 mètres.

### Musée d’art campanaire

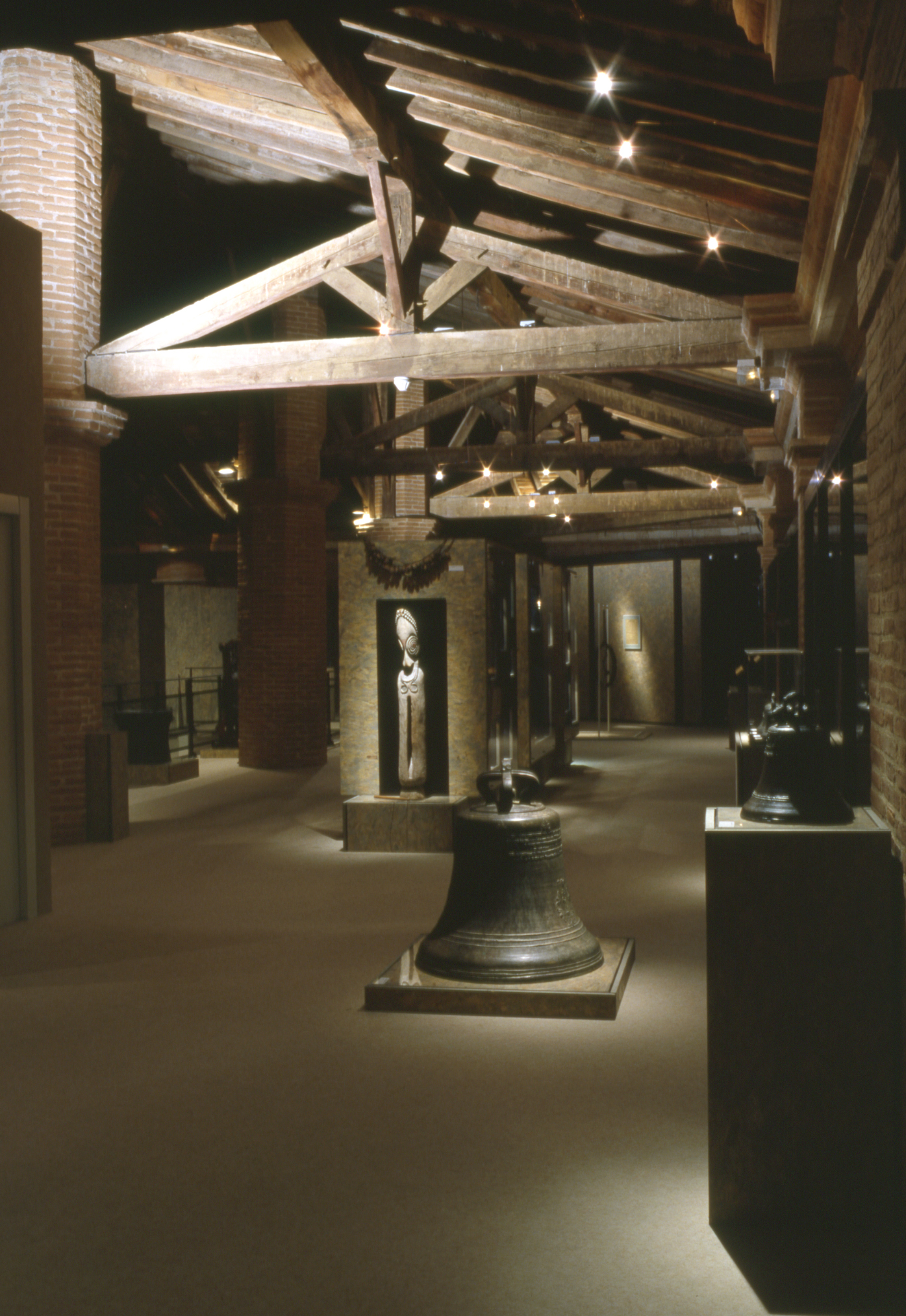
Musée campanaire : charpente, fermette latérale.